# Carinaria lamarckii
Carinaria lamarckii is een slakkensoort uit de familie van de Carinariidae. De wetenschappelijke naam van de soort is voor het eerst geldig gepubliceerd in 1817 door Blainville.